# Liste von Musiklabels/X

## X
| Name Musiklabel      | Land                   | Sitz    | Gründer                  | Jahr-Von | Jahr-Bis | Labelcode | Website | Mutterlabel      | Details |
| -------------------- | ---------------------- | ------- | ------------------------ | -------- | -------- | --------- | ------- | ---------------- | ------- |
| X-ADHS               | Deutschland            | Dresden | Tony Thiele              | 2020     |          | LC 103034 | Website |                  |         |
| X-Cell Records       | Deutschland            | Berlin  | George Glueck            | 1998     |          |           | Website |                  |         |
| X-Trax               | Niederlande            |         | Mischa van der Heiden    | 1994     |          |           |         | Mid-Town Records |         |
| Xanadu Records       | Vereinigte Staaten     |         | Don Schlitten            | 1975     |          |           |         |                  |         |
| Xemu Records         | Vereinigte Staaten     |         | Cevin Soling             | 1992     |          |           |         |                  |         |
| Xenophile Records    | Vereinigte Staaten     |         | Wendy Newton             | 1992     |          |           |         | Compass Records  |         |
| XIII Bis Records     | Frankreich             |         |                          |          |          |           |         |                  |         |
| XL Recordings        | Vereinigtes Königreich |         |                          | 1989     |          |           |         |                  |         |
| Xpressway            | Neuseeland             |         | Bruce Russell            | 1988     |          |           |         |                  |         |
| Xtra Mile Recordings | Vereinigtes Königreich |         | Charlie Caplowe          | 2003     |          |           |         |                  |         |
| Xtreem Music         | Spanien                |         | Dave Rotten              | 2001     |          |           |         |                  |         |
| XXS Records          | Deutschland            |         | Michael Hess, Ruth Witte | 1996     | 2004     | LC 01600  |         |                  |         |
| XYZ Records          | Vereinigte Staaten     |         | Bob Crewe, Frank Slay    | 1957     |          |           |         |                  |         |